# François Buisseret
 François Buisseret (1549-1615) era um clérigo da Holanda Habsburgo que se tornou bispo de Namur e arcebispo de Cambrai.

## Vida
Buisseret nasceu em Mons em setembro de 1549. Seu pai morreu quando ele era jovem e sua mãe o mandou para a escola na igreja colegiada de St Germain em Mons (abolida em 1799). Ele se matriculou na Universidade de Lovaina como aluno do Lily College aos 16 anos. Dois anos depois, ele se formou no segundo ano e, aos 18 anos, foi nomeado professor de filosofia em sua faculdade.  Ele seguiu as aulas com Robert Bellarmine e também estudou na faculdade de direito. Nomeado para um canonismo da Catedral de Cambrai, ele obteve uma licença por dois anos para viajar pela Itália, passando um tempo em Roma e Bolonha, onde foi ordenado sacerdote e doutor em medicina de ambas as leis.
Depois de assumir sua posição em Cambrai, ele foi obrigado a fugir da cidade quando foi ocupada pelos franceses. Em 1580, ele se juntou ao arcebispo Louis de Berlaymont, em Mons, onde havia temporariamente mudado sua sede. Buisseret serviu por sua vez como oficial diocesano, arquidiácono, reitor e vigário geral. Como arquidiácono, esteve envolvido nos exorcismos de Jeanne Fery em 1584-1585. Ele fundou uma escola dominical em Mons e escreveu um catecismo que continuou em uso no século XIX.  Em 1586, o bispo Berlaymont presidiu um sínodo provincial em Mons que encomendou Buisseret a compilar uma visão geral atualizada das leis canônicas aplicáveis na arquidiocese. Buisseret seria eleito arcebispo em 1598, mas se retirou a favor de Guillaume de Berghes.
Em 1602, Buisseret foi nomeado bispo de Namur, recebendo consagração episcopal na Igreja Colegiada de Saint Waltrude, em Mons. Como bispo de Namur, Buisseret fundou uma escola dominical, admitiu uma faculdade jesuíta e estabeleceu conventos. Ele realizou dois sínodos diocesanos, em 1604 e 1605. Em 24 de março de 1614, ele foi eleito arcebispo de Cambrai, em sucessão a Jean Richardot .  Antes de assumir a posição, fez um retiro na Abadia de Brogne . Ele tomou posse de sua sede em 24 de março de 1615 e imediatamente visitou sua diocese, mas morreu em Valenciennes em 2 de maio de 1615. Ele foi enterrado no coro da Catedral de Cambrai.

## Publicações
- Discours admirable et veritable des choses advenues en la ville de Mons (Douai, Jean Bogard, 1586), um relato do exorcismo de Jeanne Fery, posteriormente traduzido para holandês (Leuven, 1587) e alemão (Munique, 1589).
- Déclaration de la  doctrine  chrétienne (Mons, Charles Michel, 1587), também conhecido como Catecismo da Diocese de Cambrai.
- Oraison funèbre sur le trespas et inhumation de très-illustre et excellent seigneur messire Emmanuel de Lalaing, marquis de Renty (Mons, Charles Michel, 1591), uma oração fúnebre para Emanuel Philibert de Lalaing.
- Decreta synodi dioecesanae Namurcensis anno Domini M.DC.IIII (Leuven, 1605)
- Histoire de la vie, miracles, et translation de Sainte-Marie d'Oingnies (Leuven, Rivius, 1609), uma vida de Maria de Oignies.